# Ившемское аббатство
Ившемское аббатство (англ. Evesham Abbey) основано св. Эгвином в городе Ившем (Вустершир) между 700 и 710 годами после того, как свинопасу по имени Эоф в 701 году было видение Девы Марии. Название Ившема и восходит к словам «владения Эофа» (англ. Eof's ham). В расцвете аббатство было одним из богатейших в Англии, аббат его заседал в Палате Лордов.
От англосаксонского аббатства уцелел лишь фрагмент стены. После роспуска монастырей частично сохранились более поздние постройки: части капитулярной залы (XIII век), колокольня (XVI век), ворота, Альмонарий-музей в Ившеме и Мидл-Литлтонский десятинный амбар.
Близ алтаря был похоронен Симон де Монфор (1208—1265), его могила отмечена небольшим, похожим на алтарь памятником, установленным в 1965 году.

## История
Год основания ившемского аббатства как монашеской организации доподлинно не известен. Уильям Тиндал (1794) отмечает, что у него имеются сведения, хотя не подтверждённые достоверными источниками, что Эгвин основал его в 682 году, ещё прежде, чем стал епископом, что маловероятно. Епископ и антикварий Томас Таннер (1674—1735) указывает 701 год. Дата хартии Папы Константина (708—715) может дать момент освящения, но следует полагать, что Эгвин начал строительство ещё в 702 году. Джордж Мэй указывает 701 год в качестве даты передачи под руку Эгвина всего полуострова королём Этельредом, в ознаменование чего и построен монастырь.
По папской хартии аббатство было освящено в 709 году. Эгвин возвратился с этой хартией из Рима, и она была прочитана архиепископом Бертвальдом на всеанглийском собрании в древнем городе Алстере (Уорикшир). Правда, есть мнение, что собрание это выдумано. Томас Мальборо, аббат в Ившеме (1230—1236), пишет, что братство было основано согласно этому указанию (то есть в 709 году):
|        | When the blessed Ecgwine saw that longed-for day when the place which he had built would be consecrated, and a monastic order established to serve God in that place, he then abandoned all concerns for worldly matters, and devoted himself to a contemplative way of life. Following the example of the Lord by humbling himself, he resigned his bishop’s see, and became abbot of the monastery. |  | Когда же благословенный Эгвин узрел долгожданный день, в который воздвигнутое им здание было освящено, и основано монашеское братство для служения в нём Господу, он оставил дела мирские, перейдя к созерцательному образу жизни. Уподобляясь Господу, он умалился, сложил с себя епископский сан и стал аббатом. |  |
| [ 12 ] | |  | |  |

В Хартии Эгвина (предположительно, 714 года) написано, что на день Всех Святых «епископ Вильфрид и я освятили выстроенную мной церковь во имя Господа и Девы Марии, и Христом избранных». Праздник Всех святых в Западной церкви был установлен в 609 или 610 году Бонифацием IV, но на первое ноября перенесён лишь при Григории III (†741). Епископ Вильфрид здесь ― преемник Эгвина в Вустере, которого не следует путать с Вильфридом Йоркским († ок. 709).
Нормандское завоевание для Ившема прошло без проблем, потому что аббат Этельвиг сразу примкнул к Вильгельму I.
Главная церковь монастыря начата строительством в XI веке и постоянно достраивалась и перестраивалась, достигнув 300 футов (90 м) в длину. Она была обычной крестообразной формы с башней в центре, содержала 15 алтарей и пышную гробницу св. Эгвина и других святых и знатных людей.
Согласно монастырским хроникам, колокольня церкви обрушивалась в 1204, а затем 1264 годах, что, вероятно, побудило выстроить отдельно стоящую колокольню, как в Чичестерском соборе. Из завещания 1524 года известно, что некий Джон Молдер оставил 40 шиллингов на строительство колокольни. В 1513 году Клемент Личфилд выстроил капеллу святого Климента. На следующий год он стал аббатом монастыря и начал строительство башни в 1533 году в перпендикулярном стиле. Дата окончания строительства 110-футовой (33 м) колокольни точно не известна, но, безусловно, башня закончена прежде роспуска монастыря в ходе тюдоровской секуляризации. Аббатство сдалось королю в 1540 году, после чего было разграблено и полностью разрушено, за исключением, как ни странно, новой колокольни. Герб Ившемского аббатства используется по сей день ившемской Школой принца Генриха.
Антикварий Эдвард Рудж производил раскопки на находившихся в его собственности землях бывшего аббатства в 1811―1834 годах. Находки переданы в Королевское общество древностей и опубликованы им в издании Vetusta Monumenta с описанием сына (Эдварда Джона Руджа) и иллюстрациями жены (Энн Рудж). На средства Руджа также поставлена в 1842 году восьмигранная башня на месте битвы при Ившеме в память о Монфоре.
В честь Ившемского аббатства назван паровоз Большой Западной железной дороги № 4065, впоследствии 5085.
С мая 2017 года Руджи передали находящие в их собственности земли аббатства специальному фонду. К 2019 году он собрал более миллиона фунтов от национальной лотереи и других жертвователей для консервации и реставрации стен аббатства и устройство нескольких садов. Работы планируется завершить в 2022 году.

### Колокольня
В 1664 году четыре колокола с ближайших церквей Всех Святых и св. Лаврентия были перелиты и прибавлены к уже имевшимся в башне двум. В 1741 году пять колоколов из шести, кроме самого большого, 1631 года отливки, были снова перелиты, и добавлено ещё два голоса. Старый тенор перелит в 1821 году, в результате чего его вес перевалил через полторы тонны. В 1910 году колокола были заново подвешены и число их доведено до десяти.
Звонница, однако, считалась скверной, особенно по сравнению с многочисленными произведениями колоколитни John Taylor & Co (Лафборо), поэтому в 1951 году звонница была полностью перелита и доведена до 12 голосов, а в 1976 и 1992 годах прибавлены два полутона той же литейни, с помощью которых можно звонить в 10 колоколов без трёх самых тяжёлых. Звонница Ившемского аббатства считается одной из лучших в стране.

## Погребения

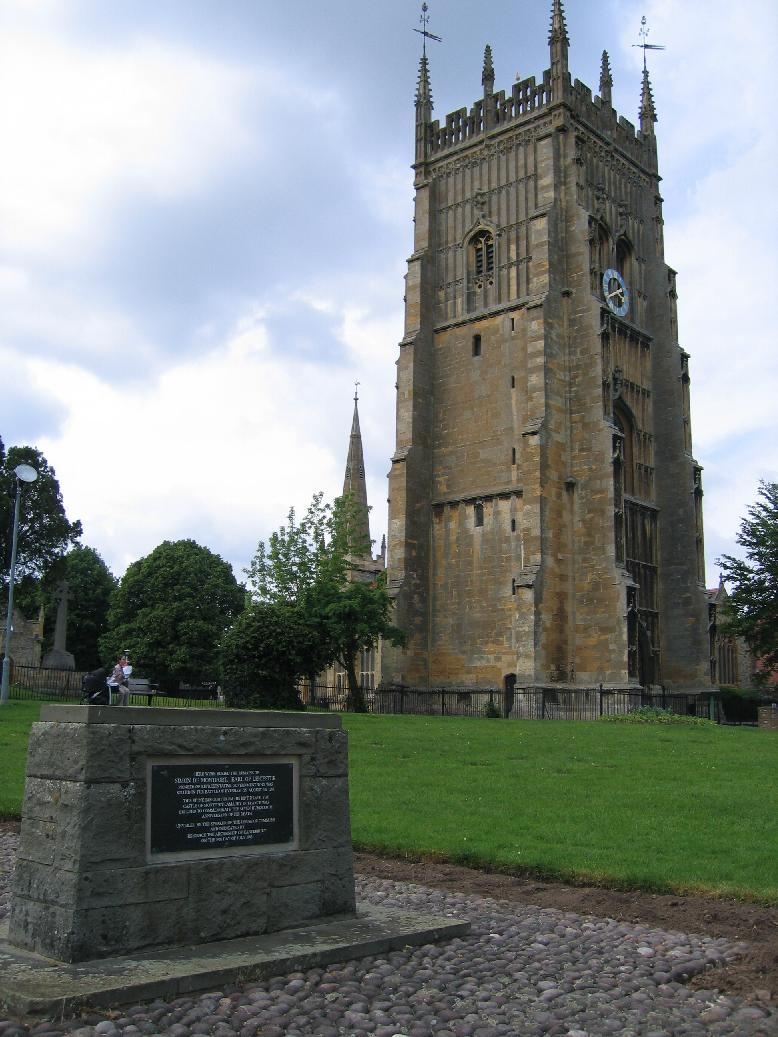
Памятник Симону де Монфору

### Святые
- Эгвин[англ.], третий епископ Вустерский, основатель аббатства;
- Кредан[англ.][22][23] (†780), аббат Ившема в правление Оффы Мерсийского[24];
- Вигстан (он же Вулстан и Вюстан), король Мерсии[25];
- Одульф[англ.][22][26][23] (†855), фризский святой IX века[27] и миссионер.[28]

### Прочие
- Симон де Монфор, 6-й граф Лестер[22][29][30][31] (1208―1265);
- Генрих де Монфор[англ.], сын Симона[29][30][31][32] (1238―1265);
- Хью ле Диспенсер, 1-й барон Диспенсер[29][30][31] (до 1223―1265);
- Роберт де Стаффорд, 1-й барон Стаффорд[англ.] (ок. 1039―ок. 1100).